# خواكين كريسبو
خواكين كريسبو (بالإسبانية: Joaquín Crespo)‏ (و. 1841 – 1898 م) هو سياسي من فنزويلا . ولد في ولاية آراغوآ . تولى منصب رئيس فنزويلا (26 أبريل 1884–15 سبتمبر 1886) .
وهو عضو في الحزب الليبرالي في فنزويلا .
| المناصب السياسية           | المناصب السياسية         | المناصب السياسية           |
| -------------------------- | ------------------------ | -------------------------- |
| سبقه أنطونيو غوزمان بلانكو | رئيس فنزويلا 1884 - 1886 | تبعه أنطونيو غوزمان بلانكو |

## روابط خارجية
- خواكين كريسبو على موقع الموسوعة البريطانية (الإنجليزية)